# Министерство национальной инфраструктуры, энергетики и водоснабжения Израиля

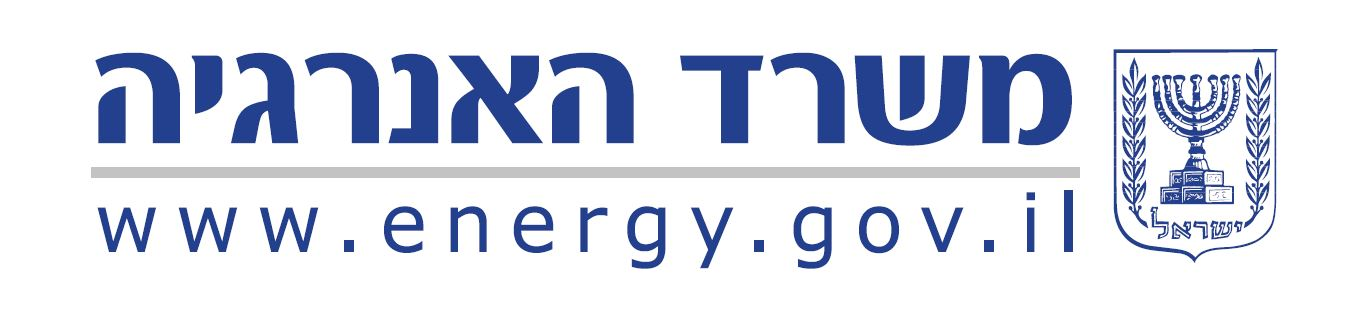
Эмблема Министерства национальной инфраструктуры, энергетики и водоснабжения Израиля

Министерство национальной инфраструктуры, энергетики и водоснабжения (ивр. משרד התשתיות הלאומיות האנרגיה והמים‎) — одно из министерств правительства Израиля, занимающееся управлением и регулированием в сфере топливно-энергетического комплекса страны и водоснабжения. 
Создано в 1977 году, вместо упразднённого в 1974 г. Министерства развития Израиля.  
С 1977 по 1996 гг. называлось Министерство энергетики и инфраструктуры, а 
с 1996 по конец 2011 года — Министерство национальной инфраструктуры. 
В декабре 2011 года было переименовано в Министерство энергетики и водоснабжения (дословно: «Министерство энергии и воды»), а 
в сентябре 2013 года — в Министерство национальной инфраструктуры, энергетики и водоснабжения.
Министерство возглавляет Министр национальной инфраструктуры, энергетики и водоснабжения Израиля